# Metavel
Metavel, eigentlich Renée Koppel (geb. vor 1960 in Algerien) ist eine algerisch-israelische Kalligrafin und Miniaturistin, die auf Judaica spezialisiert ist. Die Künstlerin lebt seit 1960 in Tel Aviv.

## Leben
1960 emigrierte Renée Koppel von Algerien nach Israel. Dort war sie zunächst Lehrerin und, von 1966 bis 1979, Kulturattachée der französischen Botschaft. Seither hat sie sich der Malerei und dem Studium der Kabbala gewidmet. Seit 1968 ist sie mit dem in deutscher Sprache veröffentlichenden Autor Elazar Benyoëtz verheiratet, der ihr auch ihren Künstlernamen gab: Metavel, was „Gut G*ttes“ oder „Eintauchen (in die Thora)“ bedeuten kann.

## Werk
Metavel widmete sich, nach anfänglichen Versuchen in abstrakter Malerei, vorwiegend biblischen Themen und Texten der jüdischen Überlieferung. Sie nutzt dabei ausschließlich Wasserfarben. Ihre Werke wurden bis heute mehrfach in Israel, Deutschland und anderen europäischen Ländern ausgestellt, unter anderem in der Bibliothèque Nationale in Paris und im Wolfson-Museum Jerusalem.

## Bücher
Metavel veröffentlichte zahlreiche Bücher zu Texten der Bibel, darunter zur Schöpfung, zu den Büchern Kohelet, Ruth, Esther sowie zu homiletischen Schriften des Judentums, so zur Haggada. Ihr israelischer Verleger ist Even Hoshen.

## Ausstellungen (Auswahl)
- 1980: Bibliothèque Nationale, Paris
- 1985: Wolfson Museum, Jerusalem
- 1993: Dominikaner-Kloster Frankfurt am Main
- 1994: Synagoge in Wien
- 2007: Stadtmuseum Hattingen, Citykriche Wuppertal
- 2010: Bibelmuseum Münster

## Auszeichnungen (Auswahl)
1981 und 1983 erhielt sie den Preis der Gesellschaft für Jüdische Kunst in Jerusalem für ihre Werke zur Pessach Haggadah und „Jerusalem als Symbol“. Mit ihrem Buch „Pessach Haggadah“ gewann sie 1989 den Wettbewerb für „Herausragende Leistungen in Design: Das schönste israelische Buch“ und damit den Preis des israelischen Ministeriums für Handel und Industrie.